# Liste der Stolpersteine in Teutschenthal
In der Liste der Stolpersteine in Teutschenthal werden die vorhandenen Gedenksteine aufgeführt, die im Rahmen des Projektes Stolpersteine des Künstlers Gunter Demnig bisher in Teutschenthal verlegt worden sind.

## Verlegte Stolpersteine
| Adresse                            | Name            | Inschrift | Verlegedatum  | Bild            | Anmerkung                            |
| ---------------------------------- | --------------- | --- | ------------- | --------------- | ------------------------------------ |
| Friedrich-Henze-Str. 16 (Standort) | Salomon Maerker | Textilhandlung Maerker hier arbeitete Salomon Maerker Jg. 1876 deportiert 1944 Theresienstadt ermordet 8.12.1944 | 20. Juni 2015 | Salomon Maerker | geboren am 19. Januar 1876 in Güsten |